# Wypad na Marianów
Wypad na Marianów – zaskakujący atak na kwaterujące we wsi Marianów oddziały Brygady Szturmowej SS RONA, przeprowadzony nocą 3/4 września 1944 roku przez wydzielony oddział kawalerii z Grupy AK „Kampinos”. Za cenę niewielkich strat własnych polscy ułani rozbili dwie kompanie nieprzyjaciela, zdobywając przy tym sporo broni i wojskowego oporządzenia. Sukces ten – w połączeniu z przeprowadzonym poprzedniej nocy zwycięskim wypadem na Truskaw – zmusił brygadę RONA do odwrotu z południowych obrzeży Puszczy Kampinoskiej.

## „Niepodległa Rzeczpospolita Kampinoska”
Po wybuchu powstania warszawskiego działania zbrojne objęły również Puszczę Kampinoską, gdzie do walki przystąpiły oddziały VIII Rejonu „Łęgów” Obwodu VII „Obroża” Okręgu Warszawskiego AK. Rejonem tym dowodził kpt. Józef Krzyczkowski ps. „Szymon”. W przeddzień powstania podległe mu struktury AK mogły wystawić dwa bataliony piechoty o sile pięciu kompanii pierwszej linii, przy czym zaledwie ok. 350–400 żołnierzy było uzbrojonych. Szczęśliwie dla strony polskiej układ sił w Puszczy Kampinoskiej uległ jednak diametralnej zmianie pod koniec lipca 1944, gdy w Dziekanowie Polskim stanęło Zgrupowanie Stołpecko-Nalibockie AK przybyłe z Puszczy Nalibockiej na Kresach Wschodnich. Liczyło ono 861 dobrze uzbrojonych żołnierzy, a na jego czele stał por. Adolf Pilch ps. „Góra”/„Dolina” – „cichociemny”, doświadczony partyzant prowadzący od jesieni 1943 walkę z Niemcami i partyzantką sowiecką. Po wybuchu powstania w Puszczy Kampinoskiej pojawiły się jeszcze niewielkie oddziały AK z różnych dzielnic Warszawy, które opuściły miasto po niepowodzeniu pierwszych polskich natarć w godzinie „W”. Stopniowo docierały tam również oddziały z innych rejonów i obwodów Okręgu Warszawskiego AK, a także z sąsiedniego Podokręgu Zachodniego Obszaru Warszawskiego AK.
Na bazie napływających wciąż do puszczy oddziałów utworzono w połowie sierpnia 1944 partyzanckie zgrupowanie o nazwie Grupa „Kampinos”. W szczytowym momencie liczyło ono około 2700 żołnierzy i 700 koni. Pod koniec sierpnia Grupa „Kampinos” kontrolowała już niepodzielnie centralny i wschodni obszar Puszczy Kampinoskiej, obejmujący wsie: Ławy, Łubiec, Roztoka, Kiścinne, Krogulec, Wędziszew, Brzozówka, Truskawka, Janówek, Pociecha, Zaborów Leśny i Wiersze (w tej ostatniej ulokowała się kwatera główna zgrupowania). Polskie patrole były także w stanie penetrować liczne sąsiednie miejscowości, nieobsadzone dotychczas przez nieprzyjaciela. Obszar opanowany przez żołnierzy AK nazywany był „Niepodległą Rzecząpospolitą Kampinoską”.
Przez dwa miesiące walk powstańczych Grupa „Kampinos” wiązała znaczne siły niemieckie. Jej oddziały stoczyły w tym okresie 47 bitew i potyczek. Oddziały kampinoskie wyruszyły również z odsieczą Warszawie, lecz nie udało im się odmienić losów powstania. Co prawda blisko 1000 „leśnych” zdołało przejść w dwóch rzutach na stołeczny Żoliborz, lecz dwa nocne natarcia na silnie umocniony Dworzec Gdański zakończyły się porażką i utratą blisko 500 żołnierzy (20/21 sierpnia i 21/22 sierpnia). Po klęsce pod Dworcem Gdańskim dowództwo AK wyznaczyło Grupie „Kampinos” zadania o charakterze zasadniczo pasywnym, sprowadzające się przede wszystkim do odbioru alianckich zrzutów zaopatrzeniowych oraz organizowania regularnych dostaw broni, amunicji, żywności i sprzętu dla walczącej stolicy.

## Walki pod Pociechą i Truskawiem
Początkowo zadanie odgrodzenia Warszawy od Puszczy Kampinoskiej dowództwo niemieckie powierzyło swoim węgierskim sprzymierzeńcom, a dokładnie 12 Dywizji Rezerwowej z II Korpusu Rezerwowego. Niemcy szybko zorientowali się jednak, że stworzony przez sojuszników kordon pozostaje w dużej mierze fikcją, gdyż Honvédzi jawnie sympatyzują z Polakami. Węgierskie dowództwo odrzuciło co prawda polską propozycję zmiany sojuszu, niemniej obie strony zawarły nieformalny „pakt o nieagresji”. Węgrzy nie przeszkadzali w utrzymywaniu komunikacji między oddziałami puszczańskimi a Żoliborzem – kilkukrotnie zezwalając nawet na przemarsz zwartych i dobrze uzbrojonych oddziałów AK w pobliżu swoich placówek. W tej sytuacji pod koniec sierpnia Niemcy wycofali Węgrów z okolic Warszawy, przystępując jednocześnie do wzmacniania kordonu wokół miasta.
27 sierpnia okolice Truskawia i Sierakowa obsadziły pododdziały wydzielonego pułku z Brygady Szturmowej SS RONA, liczące blisko 1500 żołnierzy. RONA była formacją kolaboracyjną, złożoną głównie z Rosjan i Białorusinów. Jej pododdziały szybko utworzyły zwarty kordon, ciągnący się przez Laski, Izabelin i Borzęcin w kierunku Leszna. Podobnie jak to wcześniej miało miejsce w Warszawie, ronowcy brutalnie terroryzowali polską ludność cywilną. Dla mieszkańców kampinoskich wsi codziennością stały się grabieże i gwałty na kobietach. Osoby, które stawiały opór lub naraziły się żołnierzom, nierzadko były mordowane na miejscu. Ponadto już 28 sierpnia oddziały RONA rozpoczęły ataki na polską placówkę w Pociesze. Przerodziły się one wkrótce w sześciodniową walkę pozycyjną – będącą w ocenie Mariana Podgórecznego najdłuższą bitwą partyzancką stoczoną na ziemiach polskich w okresie niemieckiej okupacji. 
Mimo wielokrotnie ponawianych ataków RONA nie zdołała wyprzeć Polaków z Pociechy. Niemniej polskie dowództwo zdawało sobie sprawę, że Grupa „Kampinos” nie powinna się ograniczać do biernej obrony. Należało się bowiem liczyć z możliwością silniejszego nacisku nieprzyjaciela, przy czym wynik kolejnego starcia mógłby się okazać nieprzewidywalny, gdyby Niemcy wzmocnili ronowców bronią pancerną oraz dodatkowymi bateriami artylerii. Wywiad AK informował o stałym wzmacnianiu nieprzyjacielskich sił w Truskawiu i Sierakowie oraz o gromadzeniu nowych oddziałów w Laskach, Izabelinie i Hornówku. Jednocześnie artyleria RONA rozlokowana w Truskawiu i Sierakowie dawała się mocno we znaki obrońcom Pociechy. Polscy żołnierze musieli godzinami tkwić w okopach pod ostrzałem wroga, każdego dnia odnotowywano straty w zabitych i rannych. Nie bez znaczenia był również fakt, że miejscowa ludność domagała się od żołnierzy AK reakcji na zbrodnie popełniane przez ronowców.
Nocą 2/3 września dowodzący Pułkiem „Palmiry-Młociny” por. „Dolina” zorganizował nocny wypad na kwaterujące w Truskawiu oddziały RONA. Dowodzony przezeń  80-osobowy oddział szturmowy dokonał głębokiego obejścia pozycji nieprzyjaciela, po czym uderzył na wieś od strony południowo-wschodniej. Zaskoczenie Rosjan było kompletne. Za cenę utraty 10 zabitych i 10 rannych niewielki oddział „Doliny” całkowicie rozbił dwa bataliony RONA, zdobywając przy tym duże ilości broni i amunicji (w tym działo kal. 75 mm). Polscy żołnierze zabili od 91 do 250 ronowców, a także zniszczyli od kilku do kilkunastu dział oraz blisko 30 wozów z amunicją.

## Nocny atak na Marianów
Jeszcze przed walką w Truskawiu por. „Dolina” polecił dowódcy I Dywizjonu 27 Pułku Ułanów AK, rtm. Zdzisławowi Nurkiewiczowi ps. „Nieczaj”, przygotowanie wypadu na jedną z niemieckich placówek w okolicach Leszna. Zadanie wytypowania odpowiedniego miejsca do przeprowadzenia uderzenia rotmistrz powierzył swojemu zastępcy, ppor. Zygmuntowi Kocowi ps. „Dąbrowa”. Oficer ten znał dość dobrze okolice Leszna, gdyż po klęsce wrześniowej zatrudnił się w majątku w Wilkowie, angażując się jednocześnie w organizację miejscowej sieci konspiracyjnej. 31 sierpnia „Dąbrowa” wraz  z kilkoma ułanami udał się na patrol, w którego trakcie ustalił, że w Marianowie na północny zachód od Leszna zakwaterowały dwie kompanie RONA. Wyniki rozpoznania wskazywały, że nieprzyjaciel okopał się na obrzeżach wsi, lecz ubezpieczenia wystawił wyłącznie od strony północnej i wschodniej. Podejścia od zachodu i południa nie były natomiast strzeżone, gdyż ronowcy czuli się bezpiecznie dzięki obecności silnych niemieckich placówek w Grądach i Powązkach.
Tymczasem polskie dowództwo zachęcone sukcesem w Truskawiu postanowiło utwierdzić nieprzyjaciela w przekonaniu, iż Grupa „Kampinos” przystąpiła do zakrojonych na szeroką skalę działań zaczepnych. Jako cel kolejnego ataku wybrano Marianów. Ze względu na charakter zadania postanowiono przeprowadzić wypad niewielkim, lecz dobrze uzbrojonym oddziałem – złożonym wyłącznie z ochotników. W szeregach zorganizowanego ad hoc szwadronu znalazło się 80 ułanów uzbrojonych głównie w broń maszynową. Większość ochotników dobrano z 2 szwadronu dowodzonego przez st. wachm. Józefa Niedźwieckiego ps. „Lawina”. W szeregach oddziału uderzeniowego znalazła się ponadto pewna liczba ułanów z 4 szwadronu dowodzonego przez ppor. Aleksandra Pietruckiego ps. „Jawor”.
Wyjście na akcję nastąpiło 3 września około godz. 20:00. Po opuszczeniu kwater w Krogulcu szwadron początkowo przemieszczał się konno. Dopiero w lesie między wsią Grabina a folwarkiem Julinek, położonym na północ od Leszna, ułani zostali spieszeni. Konie pozostawiono w lesie pod opieką 20 koniowodnych, natomiast pozostałych 60 ułanów kontynuowało przemarsz pieszo. Po blisko 3–4-kilometrowym marszu polscy żołnierze obeszli Marianów od zachodu i znaleźli się na tyłach ronowców. Po drodze ułanom udało się niepostrzeżenie wyminąć nieprzyjacielskie placówki. Zgodnie z rozkazem por. „Doliny” szwadron został podzielony na siedem sekcji szturmowych, z których każda miała uderzyć na jedno z zajętych przez ronowców gospodarstw. Na czele sekcji stanęli zahartowani w bojach podoficerowie – plut. Konstanty Downar, plut. Jan Lewicki ps. „Łotysz”, plut. Antoni Czarny, plut. Hipolit Żywicki, plut. Stanisław Krajewski, kpr. Stanisław Wołosewicz ps. „Świerk”, kpr. Michał Mikucki. Pierwszej sekcji towarzyszył ppor. „Dąbrowa”, do ostatniej dołączył rtm. „Nieczaj”.
Polscy oficerowie zakładali, iż atak nastąpi tuż po północy, a więc jeszcze przed wschodem księżyca. Pozycje wyjściowe do ataku zajęto jednak dopiero około godz. 3:00, stąd bliski pełni księżyc dobrze oświetlał teren przyszłej walki. Kwaterujący we wsi ronowcy byli jednak pogrążeni we śnie, milczały również wysunięte placówki. Na sygnał zielonej rakiety polscy ułani rozpoczęli gwałtowny atak, uderzając jednocześnie na wszystkie zajęte przez ronowców gospodarstwa. Kompletnie zaskoczony nieprzyjaciel nie był w stanie stawić zorganizowanego oporu. Ronowcy w panice wybiegali z budynków wprost pod polskie kule. W tych warunkach starcie trwało zaledwie pół godziny. Na sygnał białej rakiety dany przez „Dąbrowę”, polscy żołnierze opuścili płonącą wieś, zabierając ze sobą jeńców oraz zdobyczną broń. Ułani, znosząc po drodze ostatnie nieprzyjacielskie ubezpieczenia, skierowali się na północ i wkrótce dotarli do lasu koło Grabiny, gdzie oczekiwały konie wraz z koniowodnymi. W tym samym czasie zaalarmowane walką niemieckie i rosyjskie placówki w Powązkach, Grądach i innych miejscowościach prowadziły na oślep gwałtowny ogień z broni maszynowej. Ostrzał ten nie mógł zagrozić polskim żołnierzom, raził natomiast ronowców usiłujących się wydostać z płonącego Marianowa.

## Epilog
Wypad na Marianów został uwieńczony całkowitym powodzeniem. Józef Krzyczkowski i Jerzy Koszada oceniali, że ułani zabili tej nocy około 100 ronowców i Niemców oraz zranili kolejnych dwudziestu. Z kolei Adam Borkiewicz i Marian Podgóreczny szacowali straty RONA na około 60 zabitych. W trakcie wypadu wzięto do niewoli od 22 do 24 ronowców. Zostali oni rozstrzelani, gdy odnaleziono przy nich przedmioty i kosztowności zrabowane w Warszawie. Ułani zdobyli ponadto 2 rkm, 7 pistoletów maszynowych, kilka koni z siodłami oraz kilkadziesiąt karabinów. Jacek Sawicki uznał starcie w Marianowie za jedno z największych zwycięstw Grupy „Kampinos”.
Polskie straty okazały się bardzo niewielkie. W nocnej walce poległ st. wachm. Aleksander Kraszewski ps. „Bogusz” z 4 szwadronu, a pięciu innych ułanów zostało rannych.
4 września pododdziały RONA wycofały się na linię Laski–Izabelin–Hornówek–Lipków, podpalając wcześniej połowę zabudowań Truskawia i niemal cały Sieraków. Ronowcy nie odważyli się już prowadzić działań ofensywnych przeciw Grupie „Kampinos”, ograniczając się do terroryzowania mieszkańców okolicznych wsi. 15 września resztki pułku załadowano do transportu w Błoniu i odesłano w rejon Raciborza, gdzie stacjonowała reszta sił RONA. Całą brygadę wcielono później w skład organizowanej na terenie Niemiec rosyjskiej 29 Dywizji Grenadierów SS.